# Montecchio Precalcino
Montecchio Precalcino – miejscowość i gmina we Włoszech, w regionie Wenecja Euganejska, w prowincji Vicenza.
Według danych na rok 2004 gminę zamieszkiwały 4623 osoby, 330,2 os./km².